# IMac G4
El iMac G4 va ser un ordinador personal creat per Apple des del gener de 2002 fins a l'agost de 2004. Va ser el successor de l'iMac G3 i el predecessor de l'iMac G5. La característica principal d'aquest model respecte el G3, és el seu peu en forma de semiesfera i la seva pantalla TFT-LCD subjectada per un braç ajustable, que representa una millora respecte l'anterior model, que era una pantalla de tipus CRT fixa. A la part inferior del peu s'hi troba el lector òptic, la placa base i el disc dur, i no pas dins de la pantalla com en altres models posteriors, per tal de no incrementar massa el pes del monitor.
L'iMac G4 es venia només de color blanc, a diferencia del model anterior que era translúcid i es podia trobar en diferents colors. També es venia amb el teclat i el ratolí Apple Pro Keyboard i Apple Pro Mouse. També incorporava un micròfon i uns altaveus interns.
Apple va vendre diversos models del G4, bàsicament amb 3 pantalles diferents, de 15", 17" i 20" i amb diferents millores de processadors, targetes gràfiques, disc dur i millores de ports USB. Altres característiques comunes en tots els models d'iMac G4 són els 64k de memòria cau en nivell 1 i 256K en nivell 2, targeta de xarxa Ethernet 10/100, mòdem intern de 56k i, opcionalment, s'hi podia afegir un port AirPort wifi (802.11b en els models G4/700 i G4/800 i 802.11b/g en la resta). En els models G4/1.0 i G4/1.25 també era opcional el port Bluetooth 1.1.
| Característica                  | iMac G4/700                          | iMac G4/800                          | iMac G4/800 17"                      | iMac G4/1.0 15"                      | iMac G4/1.0 17"                      | iMac G4/1.25 17"                     | iMac G4/1.25 20"                     |
| ------------------------------- | ------------------------------------ | ------------------------------------ | ------------------------------------ | ------------------------------------ | ------------------------------------ | ------------------------------------ | ------------------------------------ |
| Data de llançament              | 7 de gener de 2002                   | 7 de gener de 2002                   | 17 de juliol de 2002                 | 8 de setembre de 2003                | 4 de febrer de 2003                  | 8 de setembre de 2003                | 18 de novembre de 2003               |
| Processador (Velocitat)         | PowerPC 7441 (700 Mhz)               | PowerPC 7445 (800 Mhz)               | PowerPC 7445 (800 Mhz)               | PowerPC 7445 (1 Ghz)                 | PowerPC 7445 (1 Ghz)                 | PowerPC 7445 (1,25 Ghz)              | PowerPC 7445 (1,25 Ghz)              |
| Pantalla (Resolució)            | TFT 15" (1024x768)                   | TFT 15" (1024x768)                   | TFT 17" (1440x900)                   | TFT 15" (1024x768)                   | TFT 17" (1440x900)                   | TFT 17" (1440x900)                   | TFT 20" (1680x1050)                  |
| Velocitat del bus               | 100 Mhz                              | 100 Mhz                              | 100 Mhz                              | 167 Mhz                              | 133 Mhz                              | 167 Mhz                              | 167 Mhz                              |
| Memòria (màxima instal·lable)   | PC133 SDRAM 128MB/256MB (Max 1 GB)   | PC133 DDR SDRAM 256MB (Max 1 GB)     | PC133 DDR SDRAM 256MB (Max 1 GB)     | PC2700 DDR SDRAM 256MB (Max 2 GB)    | PC2100 DDR SDRAM 256MB (Max 2 GB)    | PC2700 DDR SDRAM 256MB (Max 2 GB)    | PC2700 DDR SDRAM 256MB (Max 2 GB)    |
| Targeta gràfica (mida VRAM)     | GeForce2 MX (32 MB)                  | GeForce2 MX (32 MB)                  | GeForce4 MX (32 MB)                  | GeForce4 MX (32 MB)                  | Geforce4 MX (64 MB)                  | GeForce FX 5200 Ultra (64 MB)        | GeForce FX 5200 Ultra (64 MB)        |
| Disc dur                        | 40 GB                                | 60 GB                                | 80 GB                                | 80 GB                                | 80 GB                                | 80 GB                                | 80 GB                                |
| Interfície del disc dur         | Ultra ATA/66                         | Ultra ATA/66                         | Ultra ATA/66                         | Ultra ATA/100                        | Ultra ATA/100                        | Ultra ATA/100                        | Ultra ATA/100                        |
| Disc òptic                      | 10x CD-RW                            | 2x SuperDrive                        | 2x SuperDrive                        | 32x Combo Drive                      | 4x Super Drive                       | 4x Super Drive                       | 4x Super Drive                       |
| Connectivitat                   | 3 ports USB 1.1 2 ports Firewire 400 | 3 ports USB 1.1 2 ports Firewire 400 | 3 ports USB 1.1 2 ports Firewire 400 | 3 ports USB 2.0 2 ports Firewire 400 | 3 ports USB 1.1 2 ports Firewire 400 | 3 ports USB 2.0 2 ports Firewire 400 | 3 ports USB 2.0 2 ports Firewire 400 |
| Sistema operatiu original       | Mac OS 9.2.2                         | Mac OS 9.2.2                         | Mac OS 9.2.2                         | Mac OS X 10.2.3                      | Mac OS X 10.2.3                      | Mac OS X 10.2.3                      | Mac OS X 10.3.1                      |
| Sistema operatiu màxim suportat | Mac OS X 10.4.11                     | Mac OS X 10.4.11                     | Mac OS X 10.4.11                     | Mac OS X 10.5.8                      | Mac OS X 10.5.8                      | Mac OS X 10.5.8                      | Mac OS X 10.5.8                      |
| Preu original (EUA)             | 1299/1499 US$                        | 1799 US$                             | 1999 US$                             | 1299 US$                             | 1799 US$                             | 1799 US$                             | 2199 US$                             |